# 1995年のラジオ (日本)
1995年のラジオ (日本)では、1995年の日本のラジオ番組、その他ラジオ界の動向について記す。

## 概説
この年は、1月17日午前5時46分に兵庫県南部地震（阪神・淡路大震災）が発生。その深刻な被害の故に、在阪や兵庫県の各局が直ちに緊急の震災特別編成に変更。NHK大阪ラジオ第1放送を始め、民放ラジオはCMなしで災害情報特番を放送したり、NHK-FMでは安否情報を7日間に渡り放送した。更に、神戸市に日本初の臨時災害放送局も期間限定で開設されたり、同市が国際都市であることから、外国人向けの情報の必要性も認識されたりして、ラジオ放送が非常災害時における情報の貴重なライフラインであることを知らしめた。この時の教訓は後に外国語FM放送局の設立や、区市町村単位の情報が課題とされ3年前に制度が整備されていた「コミュニティ放送制度」が全国的に脚光を浴びるきっかけとなり、1996年から1998年にかけて、各地方で数多くの同FM局が開局することとなった（詳細は1996年、1997年、1998年のラジオ (日本)の「開局」の項目を参照）。

## 主な番組関連の出来事
- 1月17日 - 兵庫県南部地震（阪神・淡路大震災）の発生により、在阪のレギュラー番組が相次いで緊急災害情報を放送。
  - 朝日放送『毛利千代子のおはようパートナー』では、生放送中に地震が発生。その直後停電による中断が13秒発生し、その後電気が復旧、即座に被災情報放送に切り替えた[1]。
  - 毎日放送『おはよう川村龍一です』では、発災の影響で被災地域内（兵庫県芦屋市）にあった自宅からのスタジオ入りが遅れていたパーソナリティーの川村龍一が、移動中のタクシーから携帯電話を通じて「阪神高速（道路の3号神戸線を兵庫県内で支えていた橋桁）は落ちました」というリポートを伝えた。

## 主なその他ラジオ関連の出来事
- 1月17日 - 阪神・淡路大震災の深刻な被害の故に、在阪や兵庫県の各局が直ちに緊急の震災特別編成に変更。後日には、日本初の臨時災害放送局も期間限定で開設された。
  - NHKラジオ第1放送では、NHK大阪放送局のローカル放送（コールサイン:JOBK）を中心に災害報道特番を放送。NHK-FM放送では安否情報を、17日午前10時30分から[2]同月23日午前1時まで[3]、合計126時間30分にわたり放送した。
  - 朝日放送では、地震発生直後から同震災の緊急特別臨時編成に切り替え、公衆電話による情報等を活用したりして、ライフライン情報と被災した方の無事情報をCMなしで昼夜にわたって放送し[4]、翌々日（19日）午前5時まで行う[5]。その後、一部のCMと録音番組を再開するも、それでも、通常の生ワイド番組も活用しながら、被災した方向けの生活情報中心の準特番編成で13日間も続いた[6][7]。
  - 毎日放送では、TBSの全国ネット番組『三菱ふそう全国縦断・榎さんのおはようさん〜!』の放送の最中に発生。発災の直後から同番組枠内ではMBSローカルで臨時ニュースを断続的に挿入。その後『おはよう川村龍一です』からはローカル枠となり、その日の午前からすべてのCMをおよそ2日間中止し、自社のワイド放送枠内にて安否情報や生活情報を挿入。CM再開後もミニ番組などを休止し同様の情報を1月28日まで連日放送した[8]。
  - ラジオ大阪では、収録番組『OBCさんさんリクエスト』の放送中に発生。放送を中断したうえで、宿直勤務中の水野清文（当時OBCアナウンサー）が第一報を伝えたことを皮切りに、震災関連の報道特別番組を翌日（1月18日）22時まで放送[9]。その後、通常編成に復帰。
  - ラジオ関西では、地震発生から14分の中断の後、午前6時から3日後（1月20日）の午前3時まで、CMなしで震災特別番組を放送。
  - Kiss-FM KOBEでは、震災発生後から3月頃までCMを抜いて震災放送を行い、英語の話せるサウンドクルー (DJ) による外国人被災者向けの情報発信が行われた。
  - 2月15日には、この震災に於いての地域の被災情報発信する臨時災害放送局として、「FM796 フェニックス」が開設された（同年3月31日廃局）（「臨時災害放送局#阪神・淡路大震災」も参照。）。
  - 更にこの震災は、外国人向けの情報の必要性が認識されたことで、後に「FM CO-CO-LO」、「エフエムわいわい」をはじめとする外国語FM放送設立へと繋がった。

NHKのロゴ（4月制定）

- 4月1日 - NHKのロゴマークが、1962年以来使用してきた角ゴシック体の「NHK」から丸ゴシック体に卵囲みの「N H K」に変更（2020年3月末に現在の形にマイナーチェンジ）。
- 10月8日 - NHK放送センター（東京都渋谷区神南）内の恒久展示施設「NHK展示プラザ」が「NHKスタジオパーク」に改称、リニューアルオープン（2020年5月閉館）[10]。

## 開局

### 民間放送局
- 10月1日 - エフエム福島
- 10月16日 - 関西インターメディア（現：FM COCOLO）

### コミュニティFM
- 3月28日 - エフエムむさしの
- 4月1日 - 山形コミュニティ放送（ラジオモンスター）
- 5月31日 - エフエム多摩放送（2010年3月31日廃局）
- 6月20日 - 柏崎コミュニティ放送（FMピッカラ）
- 7月1日
  - ながのコミュニティ放送（FMぜんこうじ）
  - エフエム伏見（現：京都リビングエフエム）
- 9月1日 - エフエム宇治放送
- 10月1日 - みのおコミュニティ放送（現：箕面FMまちそだて(みのおエフエム)）
- 12月6日 - 木更津コミュニティ放送（FMべる）
- 12月27日 - えふえむ・エヌ・ワン

## 期間限定の臨時放送局の開設

### イベント放送局
- 国際花と緑の博覧会5周年記念 花の都ぎふ・花フェスタ'95（岐阜県可児市、JODZ-FM）
- 八代将軍吉宗展（和歌山県和歌山市等、JOYZ7A-FM）
- 日本海の楽園・隠岐ビッグセブン（島根県隠岐郡、JOFZ-FM）
- 第31回全国身体障害者スポーツ大会（福島県福島市、JOYZ2A-FM）
- 第50回国民体育大会（福島県いわき市、JOYZ2B-FM）
- 1995年ユニバーシアード福岡大会（福岡県福岡市、JOYZ0A-FM）
- 第50回国民体育大会カヌー競技（福島県東和町、JOYZ2C-FM）
- 1995年世界体操競技選手権（福井県鯖江市）
- 高崎音楽祭（群馬県高崎市、JOAZ-FM）
- 第31回全国身体障害者スポーツ大会（福島県福島市、JOYZ2D-FM）
- 味フェスタ'95（高山祭り）（岐阜県高山市）
- 遺跡見学会「'95河内飛鳥古代史遊ing」（大阪府藤井寺市・羽曳野市、JOYZ7B-FM）
- 市川市民まつり（千葉県市川市、JOBZ-FM）
- 第22回ダンロップフェニックストーナメント（宮崎県宮崎市、JOYZ0B-FM）

### 臨時災害放送局
阪神・淡路大震災によるもの
- FM796 フェニックス（2月15日 - 3月31日）- 日本初の臨時災害放送局

## 商号変更
- 6月23日 - 岩手放送→アイビーシー岩手放送
- 10月 - 近畿放送→京都放送

## 特別番組

### 4月放送
- 25日 - 26日
  - 赤坂泰彦の東京・ニューヨーク25時間スペシャル（TOKYO FM）[11]

### 7月放送
- 28日 - はばたけ!アジア（ラジオ大阪）[12]

## 開始番組

### 1995年3月放送開始
エフエム東京
- 1日 - G1 Grouper

### 1995年4月放送開始
NHKラジオ第1放送
- 1日 - 土曜ジャーナル
- 3日 - NHKきょうのニュース
- 6日 - わたしの教育時評
- 8日
  - ラジオカルチャーセンター
  - 録音でつづる戦後50年
- 9日 - 音にあいたい
- 16日 - 週刊情報サラダ

NHKラジオ第2放送
- 2日 - 素敵なはなしことば
- 3日
  - 英語ニュース
  - 芸能名作選
  - ポルトガル語ニュ－ス
- 8日 - イタリア語講座 チャオ!イタリアーノ
- 9日
  - 教育ジャーナル
  - やさしい日本語
- 10日 - みんなのコーラス

NHK-FM放送
- 7日 - 邦楽ジョッキー
- 8日
  - ブラスのひびき
  - アコースティックライブ
  - クラシックものがたり
- 9日 - 日本民謡大観

札幌テレビ放送
- 開始日不明 - 福永俊介のアタックヤング

ラジオ福島
- 開始日不明 - かっとびワイド

東京放送
- 10日 - 荒川強啓 デイ・キャッチ!
- 16日 - アニメExpress〜ギャラクシー・ネットワーク〜

文化放送
- 14日 - 井上喜久子のトワイライトシンドローム
- 15日
  - SOMETHING DREAMS マルチメディアカウントダウン
  - もっと!ときめきメモリアル
  - 久川綾のSHINY NIGHT

ニッポン放送
- 開始日不明
  - おひるはバッカ〜ン!
  - Coke Teens Club
  - 天才テリーの芸能ダマスカス
  - 日曜夕方トコロのココロえ

静岡放送
- 開始日不明 - ラジカルモンスター

近畿放送
- 開始日不明
  - 根谷美智子・愛のフューチャーランド
  - 京都大好きラジオ

朝日放送
- 3日 - アベ9ジラ

毎日放送
- 15日 - ネットワーク1・17

大阪放送
- 開始日不明 - おはよう!おかえり 沢田尚子です

ラジオ関西
- 8日 - 土曜バンバン!やってもいいかな?!

山陽放送
- 3日
  - きらきらワイド[13]
  - わくわくワイド[13]
- 8日
  - 花も嵐も[13]
  - 石川・石田の土曜はゴロゴロ[13]
  - そしてあしたは日曜日[13]
- 9日
  - サウンドシャワー[13]
  - サンデー・クラシック[13]

RKB毎日放送
- 開始日不明 - ホークス歌の応援団

エフエム東京
- 1日 - 桑田佳祐のやさしい夜遊び
- 3日
  - 立花裕人のMORNING FREEWAY
  - ディア・フレンズ

エフエム大阪
- 7日 - COUNTDOWN KANSAI

エフエム香川
- 1日 - 勝手にシネマニア
- 7日 - Passion Live〜情熱生放送〜WEEKEND SHUTTLE

ジャパンエフエムネットワーク
- 開始日不明 - くねくねクラブ

エフエム京都
- 開始日不明 - α-DAYLIGHT CALL

エフエムはちまるに
- 開始日不明 - J-HITS TOP 20

### 1995年5月放送開始
ニッポン放送
- 1日
  - キャイ〜ン天野ひろゆきのMEGAうま!ラジオバーガー!!
  - ミッドナイトミュージックダンク

### 1995年7月放送開始
毎日放送
- 開始日不明 - たかじん生JIN JIN

熊本放送
- 3日 - 毎度おなじみ鉢盛りラジオ

### 1995年9月放送開始
ニッポン放送
- 16日 - 女子高生サイコー!?裁判SHOW!!

アール・エフ・ラジオ日本
- 3日 - 珠生・隆一郎のモーニングトーク

### 1995年10月放送開始
青森放送
- 開始日不明 
  - 田村啓美のスタミナラジオ
  - 卍の城物語

山形放送
- 開始日不明 - 芹川晴夫の土曜生生ランド

東京放送
- 9日
  - 大胆!ヒルマーノ
  - 宮川賢の誰なんだお前は?!
  - 椎名へきるのすっぴんすまいる。
- 10日 - 伊集院光 深夜の馬鹿力
- 12日 - MEGU・OMO 街へ出よう
- 15日 - ウィークエンド・ミッドナイト☆パーティー
- 開始日不明 - ファンタジーワールド

文化放送
- 13日 - 井上喜久子の瑠璃色アクアリウム
- 14日 - 秘密の天地無用!
- 開始日不明 - 古本新之輔のパラシュート遊激隊

ニッポン放送
- 11日 - 古内東子のオールナイトニッポン
- 14日 - ドリアン助川の正義のラジオ!ジャンベルジャン!
- 開始日不明 - キンキラKinKiワールド

CBCラジオ
- 開始日不明 - OTHELLO

朝日放送
- 9日 - トヨタ街かどお天気交差点

毎日放送
- 開始日不明 - おおきに桂坊枝です

RKB毎日放送
- 開始日不明 - ユアヒットパレード

エフエム福島
- 1日 - モーニングフリーウェイふくしま

エフエム山陰
- 2日 - フレッシュ・アップ・トゥデイ!

エフエム埼玉
- 開始日不明 - MUSIC CHALLENGER

エフエムサウンド千葉
- 開始日不明 - INTER X-PRESS

### 1995年11月放送開始
ニッポン放送
- 6日 - ゲルゲットショッキングセンター

### 1995年12月放送開始
東京放送
- 4日 - ラジオ・声優グランプリ

### 開始日不明
秋田放送
- RADIO MAMBO JAMBO

エフエム仙台
- ROCK THE NATION

エフエム東京
- 久保田利伸のプラネット・フレーヴァ

エフエム九州
- 北野CLUB

## 終了番組

### 1995年4月放送終了
中部日本放送
- 8日 - CBC歌謡ベストテン ※2014年に再開